# Aciduliprofundum
A Aciduliprofundum a Euryarchaeota törzsbe tartozó Archaea nem. Az archeák – ősbaktériumok – egysejtű, sejtmag nélküli prokarióta szervezetek.
Az A. boonei extremofil élőlény, az óceáni hidrotermális forrásokban él, és antibiotikumot termel a patogén baktériumok ellen.